# Fontaine du Poète
Pour les articles homonymes, voir Odilon, Jean et Périer.

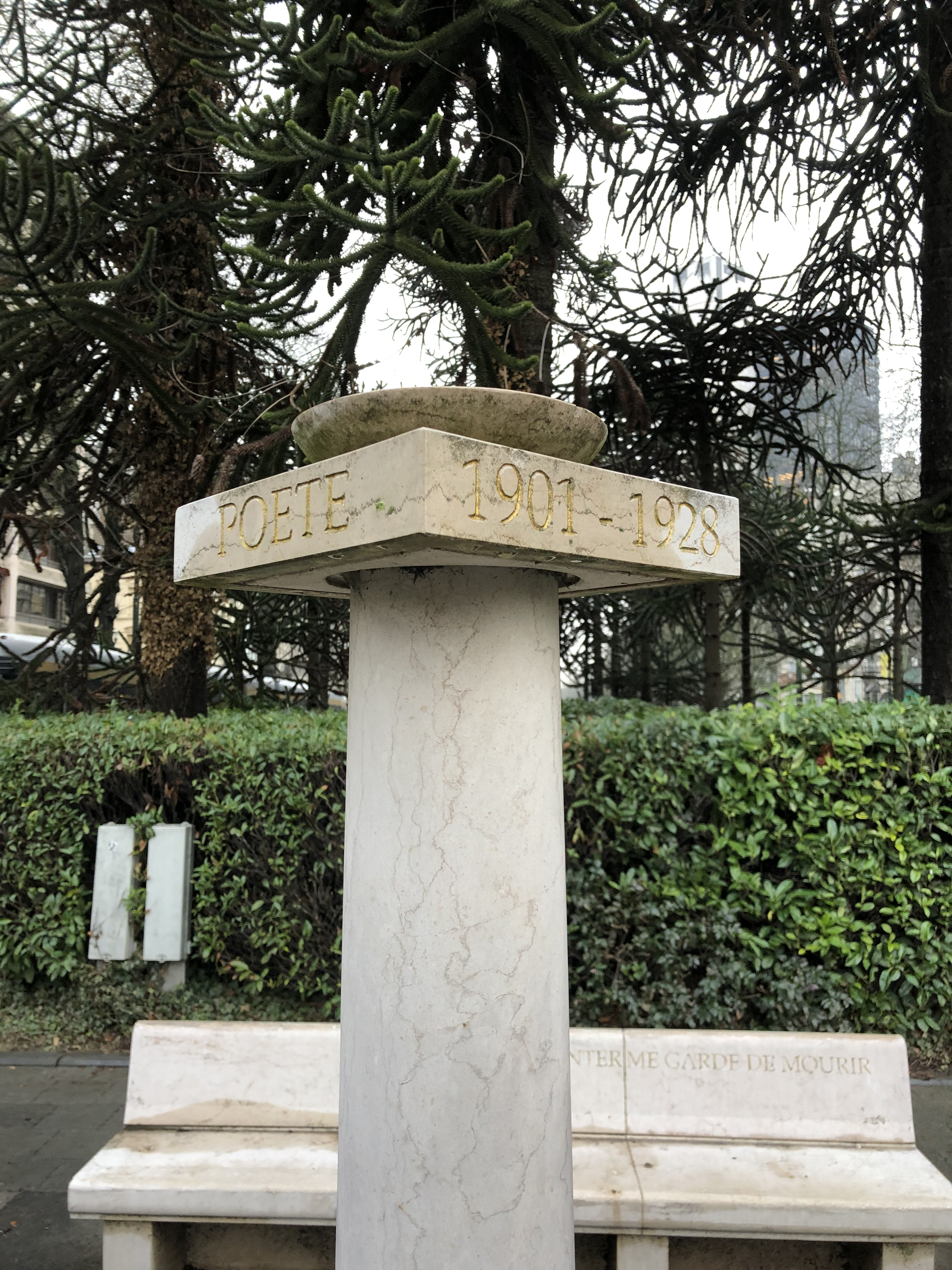
POETE - 1901-1928

La Fontaine du Poète, est un monument en pierre reconstituée, rehaussée de bronze, placé en 1949 et conçu par les architectes Maurice Houyoux et Joseph Diongre.

## Description
Le monument est constitué par un pavement en grandes dalles carrées et composé d'un long banc et d'une petite fontaine. La fontaine présente sur un socle évasé une vasque circulaire d'où surgit une colonnette. 

### Gravures
Vers gravés du poète :

#### Sur la vasque
« je t'offre un verre d'eau glacée n'y touche pas distraitement il est le prix d'une pensée sans ornement »

#### Sur le banc

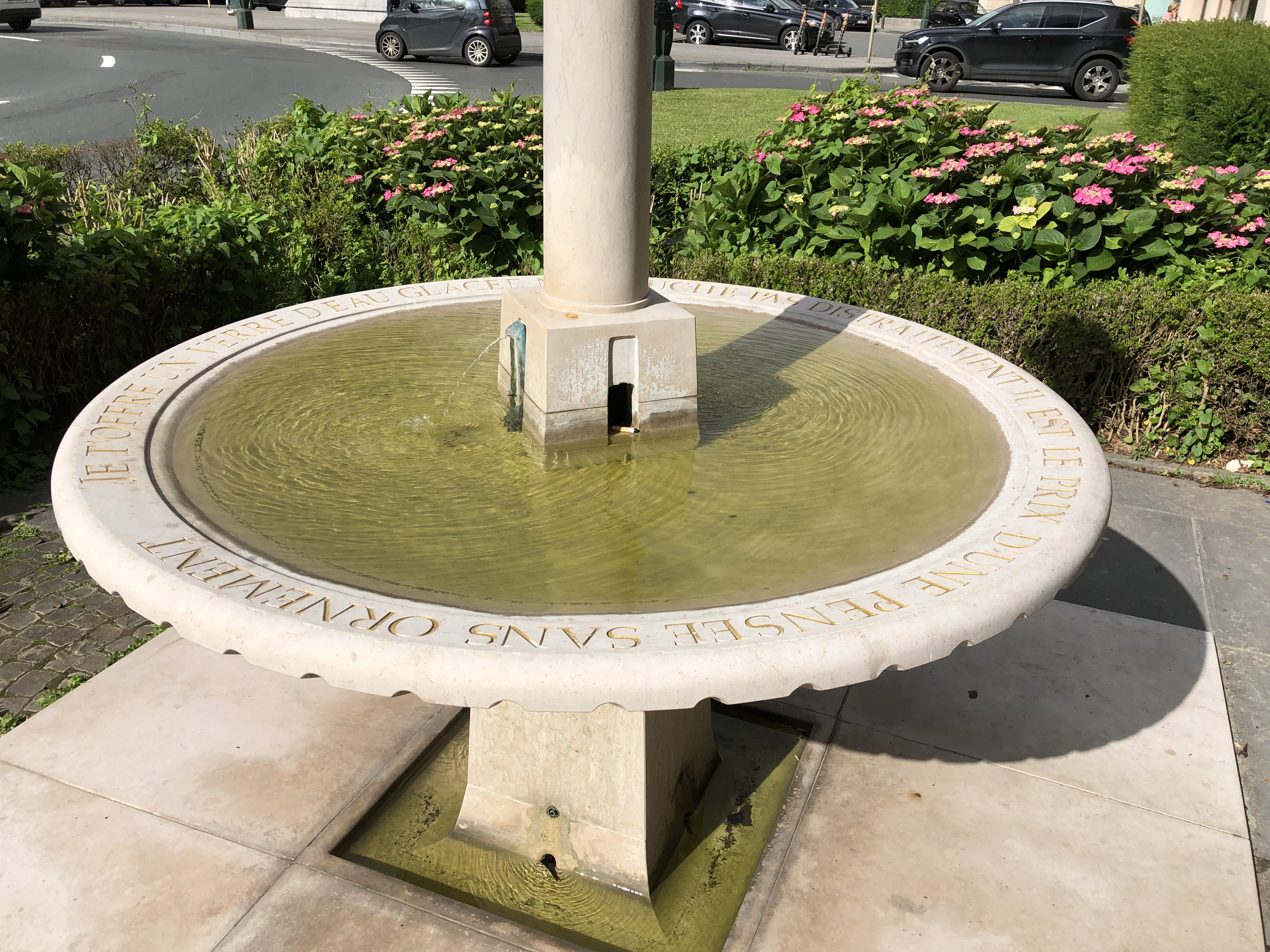
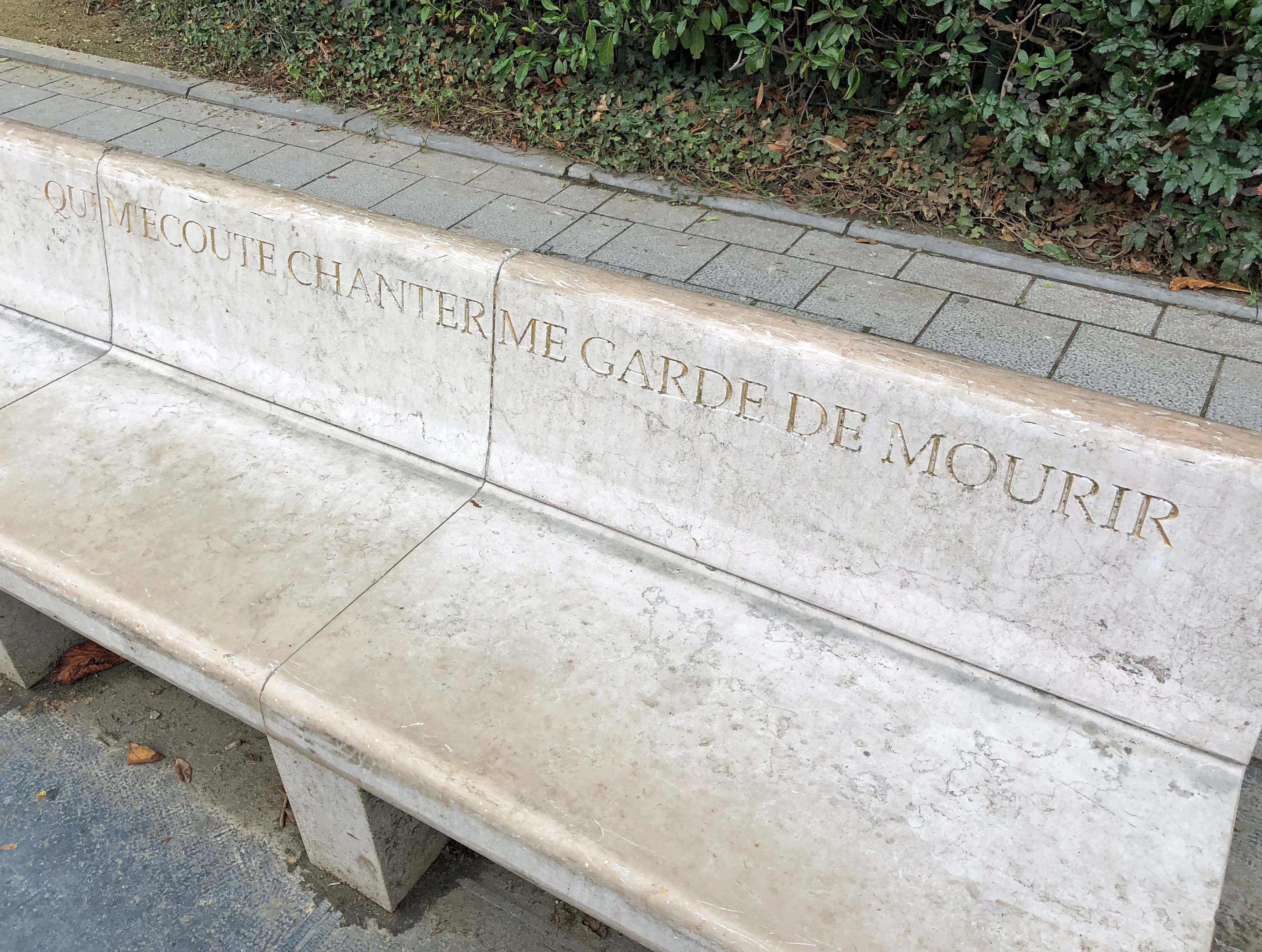

« qui m'écoute chanter me garde de mourir »
- Inauguration de la Fontaine du Poète, 1949. Charles Bernard et Maurice Houyoux.

Et aussi :

#### Sur le haut de haut de la colonnette
Le nom du poète : ODILON JEAN - PERIER - POETE - 1901-1928

#### A l’arrière du banc
On peut lire également : ERIGE PAR LES AMIS du POETE A L'INITIATIVE du SEMINAIRE des ARTS 1949

## Situation et accès
Le monument Odilon-Jean Périer est situé avenue Louise, à l'entrée du bois de la Cambre à Bruxelles.